# Sphecosoma testacea
Sphecosoma testacea är en fjärilsart som beskrevs av Walker 1854. Sphecosoma testacea ingår i släktet Sphecosoma och familjen björnspinnare. Inga underarter finns listade i Catalogue of Life.